# Richard von Heineccius
Georg Hans Richard von Heineccius (* 23. August 1881 in Glogau; † 13. Dezember 1943 in Hamburg) war ein deutscher Offizier, zuletzt Generalleutnant und Kommandant von Hamburg im Zweiten Weltkrieg.

## Leben

### Familie
Er stammte aus der briefadeligen Familie Heineccius und war der Sohn des preußischen Generalmajors Georg von Heineccius (1840–1907).
Sein Sohn Günther (* 1912) wurde Stabsarzt. Generalmajor Benno von Heineccius war sein Onkel.

### Militärkarriere
Heineccius absolvierte das Kadettenkorps und trat anschließend am 9. Februar 1900 als Leutnant mit Patent vom 20. Juni 1899 in das 8. Thüringische Infanterie-Regiment Nr. 153 der Preußischen Armee ein. Hier wurde er als Adjutant des II. Bataillons verwendet, stieg 1908 zum Regimentsadjutant auf und wurde am 9. August 1909 zum Oberleutnant befördert. Als Hauptmann folgte am 1. Oktober 1913 seine Versetzung als Adjutant der 84. Infanterie-Brigade nach Lahr/Schwarzwald.
Diese Stellung hatte er auch nach dem Ausbruch des Ersten Weltkriegs inne. Im weiteren Kriegsverlauf diente Heineccius als Kompaniechef, im Generalstab und zuletzt als Major beim Kommando der Schutztruppe in Berlin in der Abteilung Gefangenenfürsorge.
Im März 1920 wechselte er in den Polizeidienst nach Wesel, war in den kommenden Jahren in verschiedenen Polizeiverwaltungen sowie als Lehrer an der Polizeischule Münster tätig und stieg bis 1932 zum Polizei-Oberst auf.
Am 15. März 1934 trat er mit dem Dienstgrad als Oberst in das Heer der Wehrmacht über und wurde zum Kommandeur des Infanterieregiments 80 ernannt. Am 1. April 1936 stieg er zum Generalmajor auf und am 1. März 1938 erhielt Heineccius den Charakter als Generalleutnant. Am 6. Oktober 1936 wurde er Kommandant von Hamburg und in dieser Stellung erhielt er am 1. Februar 1941 das Patent zu seinem Dienstgrad. Von seinem Posten als Stadtkommandant wurde er am 29. Juni 1942 entbunden und in die Führerreserve versetzt. Zwei Monate später folgte seine Verabschiedung aus dem aktiven Dienst sowie seine Stellung z.V. Diese wurde nach einem Jahr aufgehoben.
Heineccius kam Ende 1943 infolge eines alliierten Bombenangriffes auf Hamburg ums Leben.